# Radio MTM FM Starachowice
Radio MTM FM – rozgłośnia radiowa nadająca ze Starachowic działająca od 22 listopada 1996 roku do 28 lutego 2005.

## Historia
Założycielami radia były trzy osoby: Michał Banach (aktor teatralny oraz filmowy), Tomasz Kordeusz (muzyk i kompozytor), a także Marek Tokarski (filmowiec, współpracownik m.in. TVP i TVN). Od pierwszych liter w imionach właścicieli wziął się skrót MTM (Michał, Tomasz, Marek).
Od strony muzycznej często przypominało RMF FM, jednak wyróżniała je duża liczba audycji lokalnych i programów typu „Piosenka na życzenie” oraz wielu innych. 

## Zmiana formatu
Z powodu wyczerpania się formuły stacji, w  maju 2003 roku doszło do dość poważnych zmian organizacyjnych i programowych rozgłośni. Prezesem Zarządu została Justyna Borkowska-Ciok, dotychczasowa szefowa biura reklamy MTM-u. Jej zastępcą został Bartosz Manicz, prezenter rozgłośni. Rok 2004 przyniósł dalsze planowane zmiany. Zdecydowano się na nowy format muzyczny i programowy.  MTM FM Sp. z o.o. podpisało umowę franczyzową z Radiem Eska (Zjednoczone Przedsiębiorstwa Rozrywkowe).

### Start Radia ESKA Starachowice
Od marca 2005 roku MTM FM radio rozpoczęło nadawanie pod szyldem Radia Eska Starachowice 102,1 FM. W roku 2009 udziały w spółce przejęło Radio ESKA S.A. Siedzibę spółki MTM FM przeniesiono do Warszawy, a funkcję prezesa objęła dyrektor biura zarządu Eska S.A., Małgorzata Mizińska.